# 両河内村
両河内村（りょうごうちむら）は静岡県の中部、庵原郡に属していた村である。現在の静岡市清水区西部、興津川上流域にあたる。

## 地理
- 山：竜爪山、真富士山、青笹山、高ドッキョウ
- 河川：興津川、中河内川、布沢川

斜面に茶畑が広がり、茶栽培と製茶が盛ん。興津川から発生する川霧により、両河内茶は味の良い高級品として知られる。タケノコ、ワサビなども産する。鮎釣りも楽しめる、森林浴をしながらのハイキングコースや日帰り温泉施設などを備えた「清水森林公園やすらぎの森」、古民家カフェといった観光名所がある。

## 歴史

### 村名の由来
旧中河内村、河内村の2つの河内を含むことから。

### 沿革
- 1889年（明治22年）4月1日 - 町村制の施行により、清地村、中河内村、和田島村、高山村、茂野島村、葛沢村、布沢村、土村、炭焼村、河内村、大平村が合併して発足。
- 1961年（昭和36年）6月28日 - 清水市に編入。同日両河内村廃止。
- 2003年（平成15年）4月1日 - 清水市が静岡市と合併し、改めて静岡市が発足。
- 2005年（平成17年）4月1日 - 静岡市が政令指定都市に移行し、旧村域は清水区となる。

## 交通
現在は旧村域を新東名高速道路が通過するが、合併当時は未開業。

## 教育機関
- 両河内村立西河内小学校(現・静岡市立清水西河内小学校[3])
- 両河内村立中河内小学校(現・静岡市立清水中河内小学校[4])
- 両河内村立和田島小学校(現・静岡市立清水和田島小学校[5])
- 両河内村立両河内中学校(現・静岡市立清水両河内中学校[6])